# De laatste dag (Alechinsky)
De laatste dag is een werk van Pierre Alechinsky (Brussel 1927) uit 1964. Het olieverf op doek meet 306 x 506 cm en behoort tot de collectie van het Koninklijk Museum voor Schone Kunsten Antwerpen.

## Context
Samen met Christian Dotremont was Alechinsky het belangrijkste lid van Cobra. Sinds zijn reis naar Japan in 1955 maakte hij gebruik van de oosterse kalligrafie in zijn werk. Op die manier kon hij de écriture automatique (innerlijk schrift) combineren met een grote concentratie en trefzekere penseelvoering. Hij streefde de surrealistische vrijheid na en wilde die combineren met de expressionistische elementen van Cobra. Bij de surrealistische beweging sloot hij zich reeds in 1951 te Parijs aan. Alechinsky weigerde om de strenge scheiding tussen figuratie en abstractie te aanvaarden. Naarmate zijn ervaring vorderde, werd zijn oeuvre steeds heftiger qua vorm en rijker qua kleur. Tegelijkertijd nam hij meer fantastische elementen op. Hij was in staat soepeler en sneller te werken dankzij het gebruik van acrylverf, een medium dat hij in 1965 in het atelier van Walasse Ting in New York ontdekte en sindsdien voornamelijk zou gebruiken. Daarover schreef hij: "Twintig jaar heb ik me vergist van materiaal, omdat ik onwetend was", schreef hij over de olieverf. Alechinsky’s werk heeft wat Leen de Jong, ex-medewerker aan het KMSKA, een “hoog poëtisch karakter” noemt. Dat dankt het aan het vermengen van abstracte en figuratieve beelden en de authentieke narratieve elementen. Tevens dankt de kunstenaar deze omschrijving van zijn werk aan zijn verwantschap en samenwerking met schrijvers zoals Hugo Claus (sinds 1950).

Over zijn schildermethode schreef hij in 1953:
"Mijn hand vertrekt. Er is niemand. Dit land werd niet verkend. Mijn hoofd volgt met de ogen. Geen medeplichtigheid. Geen aanmoedigingen. Eén lijntje naar omhoog en ik ben verantwoordelijk. Ik heb vergeten hoe ik moet doen. Maar ik doe verder, ik begoochel mezelf een beetje. En zo welwillend gretig springt mijn hand vooruit, een hindernis - mijn hoofd - belet haar de vlucht te nemen".
De methode beschrijft goed De laatste dag. Vooraleer hij dit werk schilderde, vervaardigde hij in de zomer van 1964 een grote inkttekening van 3 op 5 meter. Dat droeg de titel Noir de fumée, d’ombre et d’os. Het was echter nog niet zijn grootste werk; dat was deze Laatste Dag. Het is een monumentaal olieverfschilderij dat door kunsthistorici beschreven wordt als een "historisch hoogtepunt in de evolutie van Pierre Alechinsky's Cobra-avontuur."

## Beschrijving
De laatste dag is iets groter dan Ensors Intrede van Christus te Brussel (J. Paul Getty Museum, Los Angeles). Het is daarmee tot op heden Alechinsky’s grootste schilderij. De laatste dag kwam als hulde aan Ensor tot stand in het Franse atelier te Labosse (Oise). Over de titel zei de kunstenaar zelf dat deze refereerde naar het idee van de dood. De sfeer die het oproept is er ook een van het einde der tijden. Els Maréchal, ex-medewerker van het KMSKA, wees al op de doodshoofd(en) in het midden van het chaotische schilderij. Zij schreef: “De bestaande orde en harmonie worden door de dood en/of het einde verstoord en dit wordt als een gekleurde wervelwind op doek uitgebeeld. In zijn energetisch reuzenschrift suggereert Alechinsky nog andere welbekende vormen. Hij creëert een dynamische warboel van lijnen en vegen, van tegenovergestelde mogelijkheden, van richtingen. Hij probeert de wereld te ontwarren of is het verwarren?” Het apocalyptische thema verantwoordt het reusachtige formaat. Walther Vanbeselaere, ex-hoofdconservator van het KMSKA, schreef hierover: “Ergens bij de wereld van Ensor aansluitend, doch in het meeslepend coloriet niet dreigend als een beklemmende wereldondergang, zoals dit bij Ensor het geval is.” De angst wordt overspoeld door de groene levensstroom van de aarde en hoop. De “evocatie door het groen” zit in de beweging en de franjes van het werk.
Maréchal schreef dat het werk bevolkt is door “typische Alechinsky- en Cobra-figuren”. Bovenaan zweeft een lange sliert die volgens haar “herinnert aan Serpent de mer (1954), Les grands transparents (1958) etc.” Naast een figuur uit Les tireurs de langue (1960) merkt de toeschouwer in het midden een personage dat volgens haar “doet denken aan een figuur uit Les enfants pleurent, pleurent van Asger Jorn (1958).” “Daaronder nestelen talrijke vogels, en huizen allerlei polyvalente wezens waarvan sommige doen denken aan Afrikaanse maskers.” De vergelijking met het doek van Jorn bewijst volgens haar onder meer “dat het werk van Alechinsky vooral getekend is, dat hij de vormen uitrafelt en de smijdige verfveeg vervangt door grillige lijnen en vlekjes.” Het werk bevat referenties naar Jorn, onder meer in “een poeder van figuren die opdoemen en verdwijnen in een wazig rasterbeeld, zij zijn nu eens scherp en dan weer onduidelijk zoals de herinneringsbeelden.” Het doek verbeeldt de fantasie van de kunstenaar. Er is een “wriemelende menigte vogels bontgekleurde dieren” opgenomen “in het wilde ritme van een Walpurgisnacht”. Ze lijken zich te “verdringen in de ark van Noach, de laatste dag vóór de zondvloed van de creatieve verbeelding.” De bizarre wezens, monsters en vogels zijn Alechinsky’s verbeelding van Ensors maskers. Ze doen eveneens denken aan Jheronimus Bosch en Pieter Bruegel.

## Materiële aspecten

### Afmetingen
- 330 × 500 cm (Dagmaat)
- 306 × 506 × 8 cm (Inclusief lijst)

### Signaturen
- Alechinsky
  - Plaats: recto, rechtsonder
  - Type: handschrift
  - Lettertype: onderkast met beginkapitaal
  - Auteur: Pierre Alechinsky

## Provenance
Het Koninklijk Museum voor Schone Kunsten Antwerpen kon het werk in 1968 aankopen bij de schilder te Brussel. Het werd voor het eerst tentoongesteld bij de tentoonstelling Kontrasten 47/67 in 1968. Dat was de eerste tentoonstelling over actuele schilderkunst in België die het KMSKA organiseerde. Volgens het Museumboek omvatte de expositie driehonderd schilderijen van moderne kunstenaars met een “zekere reputatie”. Ook Pierre Alechinsky werd er vertegenwoordigd. Dat gebeurde aan de hand van acht werken, onder andere zijn laatste olieverfdoek De laatste dag.

## Referentielijst
1. 1 2 3 4 5  Els Maréchal, in Moderne Meesters in het Koninklijk Museum, 1992, nr. 70.
2. 1 2 3  Leen de Jong, in Het Museumboek. Hoogtepunten uit de verzameling, 2003, p. 248.
3. 1 2 3  Karel J. Geirlandt, in Openbaar Kunstbezit Vlaanderen 1970, p. 28-28b.
4. 1 2  De laatste dag - KMSKA. www.kmska.be. Gearchiveerd op 31 augustus 2018. Geraadpleegd op 31 augustus 2018.
5. ↑  Walther Vanbeselaere in Aanwinsten tijdens de ambtsperiode 1948-1972, in Jaarboek van het Koninklijk Museum voor Schone Kunsten, 1973, p. 145.